# Alexsander Freitas
Alexsander Freitas, född 10 november 1974 i Rio de Janeiro, är en skådespelare inom pornografisk film.